# 山沢和三郎
山沢 和三郎（やまざわ わさぶろう、1895年（明治28年）1月5日 - 没年不詳）は、朝鮮総督府官僚。弁護士。

## 経歴
新潟県西頸城郡糸魚川町（現在の糸魚川市）出身。第三高等学校を卒業。1918年（大正7年）10月、高等試験行政科に合格し、翌年に東京帝国大学法学部独法科を卒業した。朝鮮総督府試補、事務官、京畿道地方課長、同審査課長、咸鏡南道財務部長、全羅南道財務部長、専売局庶務課長、同製造課長、殖産局商工課長、農林局農産課長、総督官房審議室勤務を歴任。1938年（昭和13年）、慶尚南道知事に就任し、さらに農林局長に転じた。
1942年（昭和17年）に退官した後は、東洋拓殖株式会社理事、朝鮮鉱業振興株式会社理事、朝鮮電業株式会社監事を務めた。戦後に公職追放となった。のち、弁護士を開業し、神奈川簡易裁判所判事となった。